# باقلاکش
باقلاکش، روستایی از توابع بخش تولم شهرستان صومعه‌سرا در استان گیلان ایران است.
این روستا در جاده پیربازار به ضیابر و پایین تر از روستای نوخاله اکبری قرار دارد،شغل اصلی مردمان این دیار کشاورزی،باغداری،ماهیگیری است.
این روستا از چند طایفه بزرگ و کوچک تشکیل شده است که میتوان از جمله خانواده های:
تقوی پور،،شهبازی،رستم نژاد،صفری،صفرزاده،کاویانی،فلاح،
امیری،پیوسته،نیکی،رنجکش،رنجبر و...نام برد.

## جمعیت
این روستا در دهستان هندخاله قرار دارد و براساس سرشماری مرکز آمار ایران در سال ۱۳۸۵، جمعیت آن ۲۵۷ نفر (۶۳خانوار) بوده‌است.